# NGC 7186
NGC 7186 – asteryzm znajdujący się w gwiazdozbiorze Pegaza, składający się z co najmniej 8 gwiazd. Odkrył go William Herschel 13 września 1784 roku.